# Anulus (Architektur)
Ein Anulus (lateinisch anulus „kleiner Ring“, Plural Anuli) ist eine Rille am Kapitell bei Säulen der dorischen Ordnung. 
In der Regel sind mehrere dieser Rillen oder Kerben am Übergang vom Säulenhals (Hypotrachelion) zum Echinus, dem unteren Teil des dorischen Kapitells, angebracht.
Die Anuli sind nicht zu verwechseln mit den als Scamillus oder Hypotrachealband bezeichneten Einkerbungen, die zwischen dem Säulenschaft und dem Säulenhals angeordnet sind.